# Явапайит
Явапайит (англ. Yavapaiite) — минерал, назван по названию индейского племени Явапаи.

## Свойства
Явапайит прозрачный минерал, бледно-розовато-розового цвета, со стеклянным близким к алмазному блеском, с весьма совершенной спайностью и близким к раковистому изломом. Сингония моноклинная, твердость по шкале Мооса — 2,5-3, плотность 2,88 г/см³. Открыт в 1959 году.

## Название на других языках
- немецкий — Yavapaiit
- испанский, баскский — Yavapaiita
- английский, итальянский — Yavapaiite
- каталанский — Yavapaiïta
- украинский — Явапайїт